# John Rutter
John Rutter (Londres, 24 de setembre de 1945) és un director i compositor anglès especialment conegut per la seva música coral.

## Biografia
Nascut el 1945, va rebre la primera formació musical a l'escola Highgate School, on va compartir aula amb altres músics britànics com John Tavener o Howard Shelley. Com a membre del cor d'aquesta escola va participar en el primer enregistrament del War Requiem de Benjamin Britten, dirigit pel propi compositor. Va seguir amb els seus estudis superiors de música al Clare College de Cambridge on, ja abans de graduar-se va publicar les seves primeres composicions. De 1975 a 1979 va ser director del cor d'aquesta mateixa institució.
El 1981 va fundar el seu propi cor, els Cambridge Singers, amb el qual ha realitzat nombrosos enregistraments de repertori sacre (tan compost per ell mateix com per altres autors) publicats la major part sota el seu propi segell discogràfic Collegium Records, creat el 1984.

## Obra
Rutter ha escrit sobretot música coral i és molt reconegut entre les formacions vocals dels països de parla anglesa. Al seu país la seva obra ha estat reconeguda des de fa anys fins al punt de ser l'encarregat de compondre música per al jubileu d'Isabel II l'any 2002 o el casament reial de 2011.
Entre les seves obres es compten nombroses nadales i himnes religiosos. També ha escrit òperes infantils, música per a la televisió, però allò que li ha donat més projecció internacional són les seves obres simfonico-corals com el Gloria, el Rèquiem o el Magnificat.

## Estil
La música de Rutter és eclèctica i amb influències de les tradicions corals francesa i anglesa, sobretot de principis del segle xx, alhora que beu de la música lleugera nord-americana. Sovint arranja les seves obres corals tant per a cor amb acompanyament de piano o orgue com amb conjunts instrumentals diversos de manera que la mateixa obra pot ser interpretada en contextos i amb formats diferents.
Gran part de la seva obra és sacra. Tot i que ha declarat no ser una persona especialment religiosa, Rutter considera que l'espiritualitat l'inspira especialment a l'hora de compondre.